# Vidal Benvenist Saporta
Vidal Benvenist Saporta (segle XIII - segle XIV) va ser un traductor de l'àrab al català.
Va sre un dels dos metges jueus de Saragossa que durant quinze mesos dels anys 1296-1297 van traduir un text mèdic de l'àrab al català. Havien rebut l'encàrrec de Jaume II que assegurava "necessitar" els textos. El seu company de traducció va ser Benvenist ben Benvenist també anomenat Avenbenvenist i resident a Vilafranca del Penedès. Per la feina els traductors van rebre un salari de dos sous barcelonesos diaris de la batllia de Barcelona mentre durés la seva tasca més el paper i els vestits que necessitessin. Cada mes els traductors havien de lliurar la feina feta.
Deu anys després de l'encàrrec, el 1306, el batlle va comunicar a la reina que encara no havia pogut pagar la traducció, que ascendia a 1126 sous. La traducció de Benvenist és la primera d'un text mèdic que es coneix en català i un dels primers textos científics. El document traduït podria ser un regiment de sanitat o un compendi de medicina pràctica, potser l'enciclopèdia mèdica Tasnif, però en qualesvol cas la traducció no s'ha conservat.